# 巴弗爾岩
68°12′S 67°5′W / 68.200°S 67.083°W
巴弗爾岩（Baffle Rock），是南極洲的岩石，位於葛拉漢地的法利埃海岸，處於內尼島西端西北面1.1公里的瑪格麗特灣，現時由南極條約體系管理。